# Symfonia
I Symfonia sono stati un supergruppo musicale speed/power metal.

## Storia del gruppo
I Symfonia vengono fondati nel 2010 da Timo Tolkki (ex-Stratovarius), Andre Matos (ex-Angra, ex-Shaman),  Jari Kainulainen (ex-Stratovarius), Uli Kusch (ex- Helloween, ex-Masterplan) e Mikko Härkin (Sonata Artcica) e pubblicano il loro primo album In Paradisum nel Marzo 2011.
Nell'ottobre 2011 il batterista Uli Kusch abbandona il progetto per problemi di natura fisica che lo costringono ad un forzato allontanamento delle scene musicali per almeno un anno. Viene sostituito da Alex Landenburg per l'imminente tour in Brasile, al termine del quale la band dichiara che un secondo disco è già in cantiere.
In seguito però, nel dicembre 2011, Tolkki annuncia ufficialmente che non ci sarà un seguito al progetto, a causa di vari problemi affrontati durante il tour e la registrazione del disco stesso, e decide di comune accordo con Andre Matos di sciogliere la band.

## Formazione
- Andre Matos - voce
- Timo Tolkki - chitarra
- Mikko Härkin - tastiera
- Jari Kainulainen - basso
- Uli Kusch - batteria

## Discografia
- 2010 – In Paradisum